# 関好美
関 好美（せき よしとみ、1908年6月19日 - 1996年3月7日）は、日本の経営者。明治生命保険社長、会長を務めた。

## 来歴・人物
徳島県出身。1931年に東京商科大学本科を卒業し、同年に明治生命保険に入社した。1953年に取締役に就任し、常務、専務を経て、1967年に社長に就任し、1974年4月には会長に就任した。1979年7月から相談役を務めた。
1971年8月に生命保険協会会長に就任し、相談役も務めた。
1971年に藍綬褒章を受章した。
1996年3月7日、肺炎のために神奈川県鎌倉市の病院で死去。87歳没。